# Dobrovce
Dobrovce este o localitate din comuna Miklavž na Dravskem polju, Slovenia, cu o populație de 722 de locuitori.